# Château de Molleron
Le château de Molleron (ou Moleron) est situé sur la commune de Vaudebarrier en Saône-et-Loire, sur une terrasse dominant l'Ozolette.

## Description
Le corps de logis principal est de plan rectangulaire allongé. La travée centrale de la façade ouest est couronnée d'un grand fronton cintré, dans lequel sont sculptées les armoiries des Chanay et des Macheco, et percée d'une porte en plein cintre précédée d'un porche hors œuvre porté par deux paires de colonnes cannelées d'ordre toscan. Ce logis est flanqué, sur sa façade est, d'une tour carrée hors œuvre sur le pan, qui marque l'extrémité du bâtiment du XVIe siècle, et, sur ses angles nord-ouest et sud-ouest de deux tourelles carrées dont l'une abrite une chapelle.

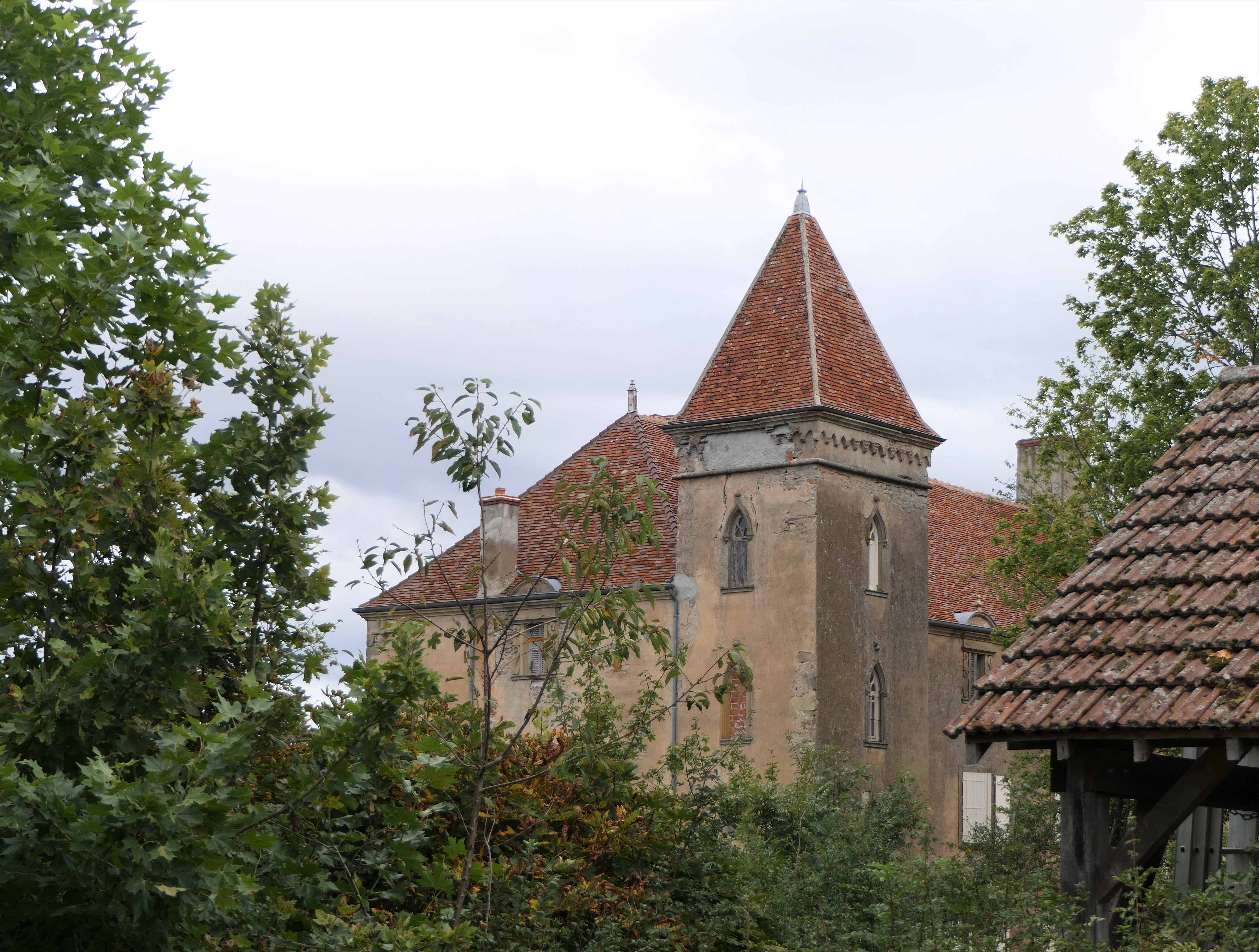
Tout à gauche du château

Dans une des pièces, décorées de fresques Renaissance, a été remontée une belle cheminée du XVIe siècle, provenant du château de Moulin-Lacour, à Marcilly-la-Gueurce.
En retour d'équerre de cet ensemble, les communs, qui lui étaient autrefois rattachés par un élément de bâtiment détruit au XIXe siècle, consistent en un long bâtiment dont les angles sont flanqués de grosses tours rondes et de tourelles en surplomb éclairées par de minuscules oculus encadrés d'entrelacs. Au-dessus d'une porte charretière, un cartouche est orné des armoiries des familles de Chanay et Levasseur de Bambecque-Mazinghem.
Le château, propriété privée, ne se visite pas.

## Historique
- fin XIVe siècle et début XVe siècle : la maison est tenue par Jean, puis Robert de Digoine
- Jean de Digoine, fils de Jean de Digoine et de Guiotte de Pouilly dite du Palais, rend aveu pour la terre de Molleron en 1395 et en 1404. D'une épouse inconnue (peut-être Joanne de Baisay), il a pour fils aîné Emart de Digoine dit de Molleron en 1447, en vie en 1454, époux de Françoise du Verger.
- XVe siècle : le fief passe à la famille Bourgeois qui porte d'azur à trois annelets mis en triangle, enlacés l'un en l'autre, d'or
- à partir de 1510 : les Bourgeois font construire un château et une maison forte
- début XVe siècle : la terre passe à une branche cadette de la famille Thésut par le mariage de Denise Bourgeois avec Henri de Thésut
- fin XVIIIe siècle : après les Thésut, le domaine est transmis par mariages et successions à différentes familles :
  - les Viard
  - les Macheco
  - les Chanay, originaire de Bresse
- 1830 : un Chanay prolonge le logis principal vers le nord, en rehaussant les murs et en flanquant ses angles sud-ouest et nord-ouest de tours carrées primitivement couvertes de terrasses à balustrades dissimulant des citernes, auxquelles on a récemment substitué des toitures en pavillon
- XXe siècle : propriété de la famille Chanay

## Annexe